# Sankt Markus Sogn (Frederiksberg Kommune)
Sankt Markus Sogn 

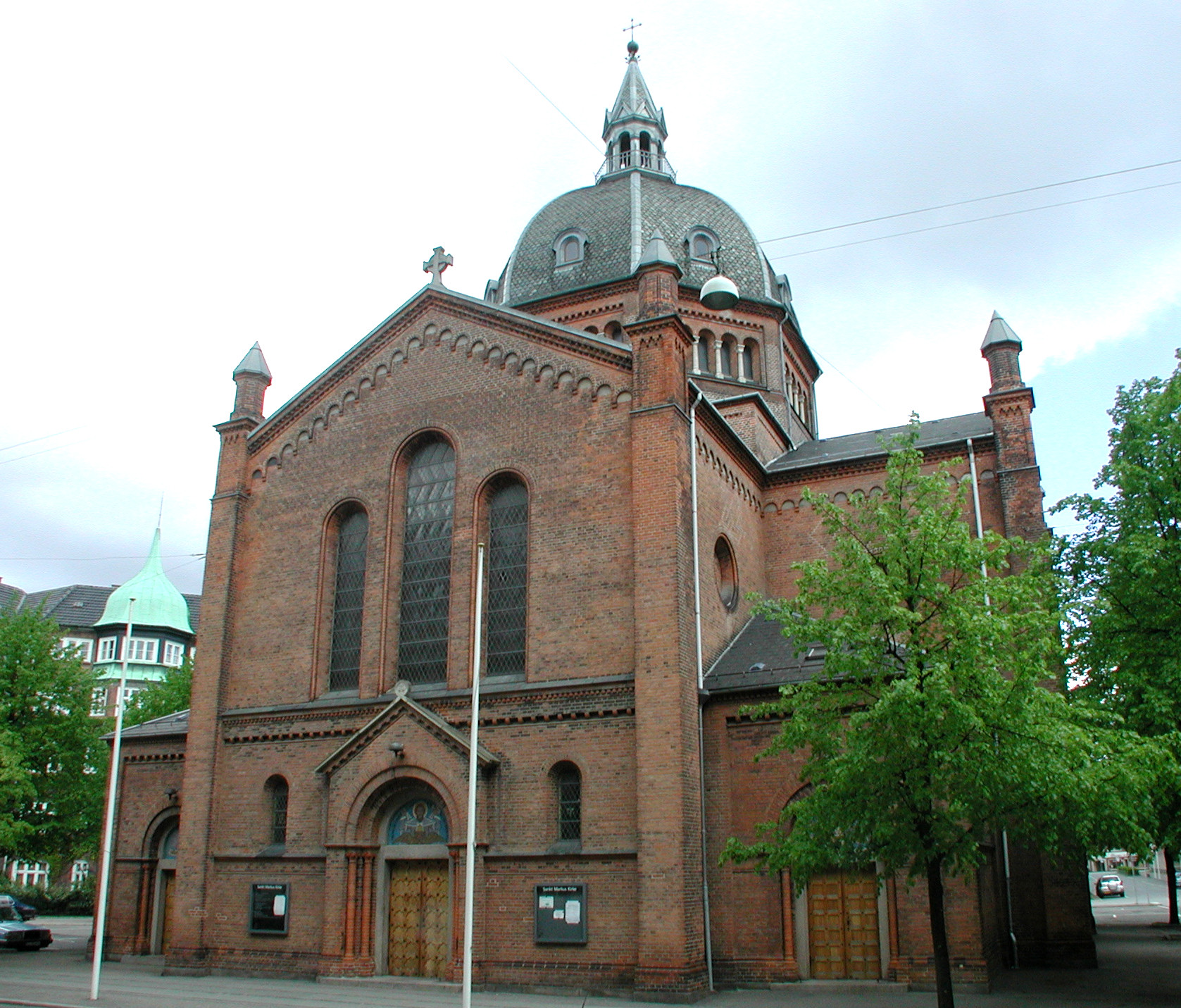
Sankt Markus Kirke

ist eine Kirchspielsgemeinde (dän.: Sogn) in der Stadt Frederiksberg im Nordosten der dänischen Insel Sjælland.
Bis 1970 gehörte sie zur Harde Sokkelund Herred im damaligen Københavns Amt, danach zur amtsfreien Frederiksberg Kommune, die im Zuge der  Kommunalreform zum 1. Januar 2007 Teil der Region Hovedstaden geworden ist.
Von den 104.664 Einwohnern von Frederiksberg leben 11.216 im Kirchspiel Sankt Markus (Stand: 1. Januar 2023).
Im Kirchspiel liegt die Kirche „Sankt Markus Kirke“.
Nachbargemeinden sind im Nordwesten Sankt Thomas Sogn, im Westen Solbjerg Sogn und im Südwesten Frederiksberg Sogn, ferner in der Frederiksberg umgebenden København Kommune im Südosten Elias Sogn, im Osten Vor Frue Sogn und im Nordosten Bethlehem Sogn.